# Bob Sweikert
Robert Charles „Bob“ Sweikert (* 20. Mai 1926 in Los Angeles, Kalifornien; † 17. Juni 1956 in Salem, Indiana) war ein US-amerikanischer Rennfahrer.

## Karriere
Sweikert begann seine Rennkarriere 1950, beschränkte sich aber wie die meisten US-Fahrer jener Zeit auf Rennen in Amerika. Er bestritt zwischen 1950 und 1956 36 Rennen zur AAA/USAC-National-Serie, von denen er 4 gewann.
Ab 1952 sah man ihn regelmäßig bei den Indianapolis 500 am Start. Sein erfolgreichstes Jahr war 1955: Er gewann das 500 Meilen-Rennen in Indianapolis, dieses Rennen zählte in den 1950er-Jahren zur Formel-1-Weltmeisterschaft. Sein Sieg war allerdings vom Todessturz des Vorjahressiegers Bill Vukovich überschattet. Im gleichen Jahr gewann Sweikert auch die Meisterschaft der AAA (American Automobile Association), einer Vorgängerserie der IndyCar Series.
1956 erreichte Sweikert noch den sechsten Platz bei den Indy 500, ehe er zwei Wochen später bei einem Rennunfall in Salem im US-Bundesstaat Indiana ums Leben kam.

## Statistik

### Grand-Prix-Siege
- 1955  Indianapolis 500 (Indianapolis)

### Indy-500-Ergebnisse
| Jahr | Startnr. | Start | Qual (km/h) | Ergebnis | Runden | Führung | Ausfall      |
| ---- | -------- | ----- | ----------- | -------- | ------ | ------- | ------------ |
| 1950 | 64       | DNQ   |             |          |        |         |              |
| 1951 | 37       | DNQ   |             |          |        |         |              |
| 1952 | 52       | DNQ   |             |          |        |         |              |
| 1952 | 71       | DNQ   |             |          |        |         |              |
| 1952 | 73       | 32    | 217,210     | 26       | 77     | 0       | Getriebe     |
| 1953 | 51       | 29    | 220,251     | 20       | 151    | 0       | Stabilisator |
| 1954 | 17       | 9     | 222,391     | 14       | 197    | 0       |              |
| 1955 | 6        | 14    | 225,272     | 1        | 200    | 86      |              |
| 1956 | 1        | 10    | 230,164     | 6        | 200    | 0       |              |

| Legende  | Legende            | Legende                                                          |
| Farbe    | Abkürzung          | Bedeutung                                                        |
| -------- | ------------------ | ---------------------------------------------------------------- |
| Gold     | –                  | Sieg                                                             |
| Silber   | –                  | 2. Platz                                                         |
| Bronze   | –                  | 3. Platz                                                         |
| Grün     | –                  | Platzierung in den Punkten                                       |
| Blau     | –                  | Klassifiziert außerhalb der Punkteränge                          |
| Violett  | DNF                | Rennen nicht beendet (did not finish)                            |
| Violett  | NC                 | nicht klassifiziert (not classified)                             |
| Rot      | DNQ                | nicht qualifiziert (did not qualify)                             |
| Rot      | DNPQ               | in Vorqualifikation gescheitert (did not pre-qualify)            |
| Schwarz  | DSQ                | disqualifiziert (disqualified)                                   |
| Weiß     | DNS                | nicht am Start (did not start)                                   |
| Weiß     | WD                 | zurückgezogen (withdrawn)                                        |
| Hellblau | PO                 | nur am Training teilgenommen (practiced only)                    |
| Hellblau | TD                 | Freitags-Testfahrer (test driver)                                |
| ohne     | DNP                | nicht am Training teilgenommen (did not practice)                |
| ohne     | INJ                | verletzt oder krank (injured)                                    |
| ohne     | EX                 | ausgeschlossen (excluded)                                        |
| ohne     | DNA                | nicht erschienen (did not arrive)                                |
| ohne     | C                  | Rennen abgesagt (cancelled)                                      |
| ohne     | keine WM-Teilnahme |                                                                  |
| sonstige | P/fett             | Pole-Position                                                    |
| sonstige | 1/2/3/4/5/6/7/8    | Punktplatzierung im Sprint-/Qualifikationsrennen                 |
| sonstige | SR/kursiv          | Schnellste Rennrunde                                             |
| sonstige | *                  | nicht im Ziel, aufgrund der zurückgelegten Distanz aber gewertet |
| sonstige | ()                 | Streichresultate                                                 |
| sonstige | unterstrichen      | Führender in der Gesamtwertung                                   |

### Sebring-Ergebnisse
| Jahr | Team        | Fahrzeug      | Teamkollege | Platzierung | Ausfallgrund |
| ---- | ----------- | ------------- | ----------- | ----------- | ------------ |
| 1956 | Jack Ensley | Jaguar D-Type | Jack Ensley | Rang 3      |              |

### Einzelergebnisse in der Sportwagen-Weltmeisterschaft
| Saison | Team        | Rennwagen     | 1   | 2   | 3   | 4   | 5   |
| ------ | ----------- | ------------- | --- | --- | --- | --- | --- |
| 1956   | Jack Ensley | Jaguar D-Type | BUA | SEB | MIM | NÜR | KRI |
| 1956   | Jack Ensley | Jaguar D-Type | 3   |     |     |     |     |